# Seguridad de los experimentos de colisión de partículas de alta energía

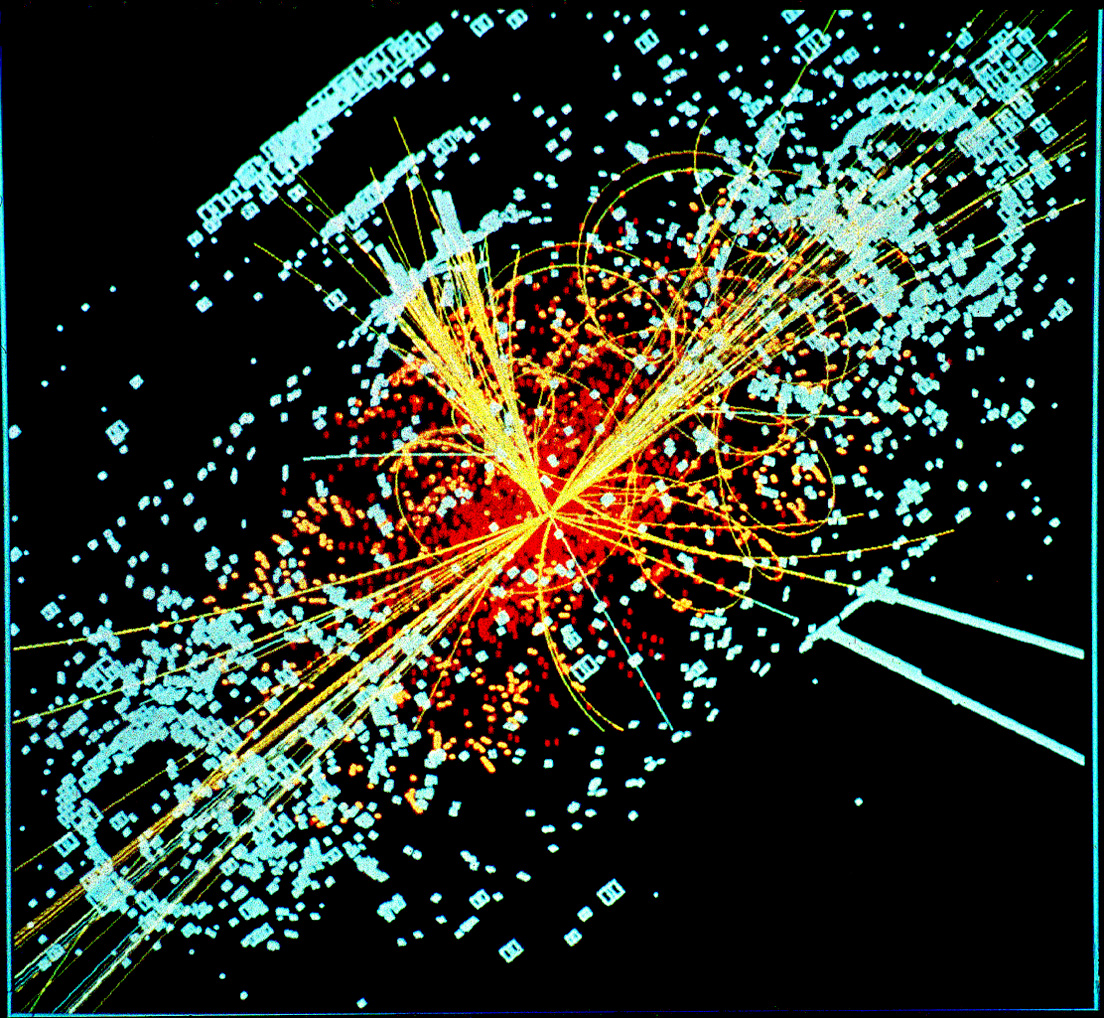
Una colisión de partículas simulada en el LHC

La seguridad de las colisiones de partículas de alta energía fue un tema de amplio debate e interés durante la época en que se construyeron y pusieron en marcha el Colisionador Relativista de Iones Pesados (RHIC) y, más tarde, el Gran Colisionador de Hadrones (LHC), actualmente el acelerador de partículas más grande y potente del mundo. Surgió la preocupación de que estos experimentos de alta energía -diseñados para producir nuevas partículas y formas de materia- pudieran crear estados nocivos de la materia o incluso escenarios catastróficos. Las acusaciones aumentaron a medida que se acercaba la puesta en marcha del LHC, entre 2008 y 2010. Entre los peligros alegados figuraban la producción de microagujeros negros estables y la creación de partículas hipotéticas denominadas strangelets, y estas cuestiones se analizaron en los medios de comunicación, en Internet y, en ocasiones, en los tribunales.
Para hacer frente a estas preocupaciones en el contexto del LHC, el CERN encargó a un grupo de científicos independientes que revisara estas hipótesis. En un informe publicado en 2003, llegaron a la conclusión de que, al igual que los actuales experimentos de partículas como el RHIC, las colisiones de partículas del LHC no suponen ninguna amenaza concebible. En 2008 se publicó una segunda revisión de las pruebas encargada por el CERN. El informe, preparado por un grupo de físicos afiliados al CERN pero no implicados en los experimentos del LHC, reafirmó la seguridad de las colisiones del LHC a la luz de las nuevas investigaciones realizadas desde la evaluación de 2003.Fue revisado y aprobado por un comité del CERN de 20 científicos externos y por el Comité Ejecutivo de la División de Partículas y Campos de la Sociedad Americana de Física,y posteriormente fue publicado en el Journal of Physics G por el Instituto de Física del Reino Unido, que también aprobó sus conclusiones.
El informe descartaba cualquier escenario catastrófico en el LHC, señalando que las condiciones físicas y los eventos de colisión que existen en el LHC, el RHIC y otros experimentos ocurren de forma natural y rutinaria en el universo sin consecuencias peligrosas,incluyendo los rayos cósmicos de ultra alta energía observados que impactan en la Tierra con energías muy superiores a las de cualquier colisionador hecho por el hombre.

## Antecedente

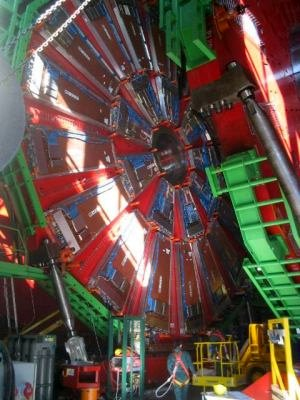
El detector CMS del LHC

Los colisionadores de partículas son un tipo de acelerador de partículas utilizado por los físicos como herramienta de investigación para comprender aspectos fundamentales del universo. El análisis de los subproductos de estas colisiones proporciona a los científicos pruebas fehacientes de la estructura del mundo subatómico y de las leyes de la naturaleza que lo rigen. Éstas sólo se manifiestan a altas energías y durante periodos de tiempo muy breves, por lo que pueden ser difíciles o imposibles de estudiar por otros medios.
Debido a los altos niveles de energía implicados, a veces ha surgido en la opinión pública la preocupación de si estas colisiones son seguras o si, debido a su extrema energía, podrían desencadenar problemas o consecuencias imprevistas.

### Ejemplos de colisionadores
Las preocupaciones se hicieron notar durante la construcción del Gran Colisionador de Hadrones (LHC), que comenzó a funcionar en 2008, es el complejo acelerador de partículas más grande y de mayor energía del mundo, destinado a colisionar haces opuestos de protones o núcleos de plomo con una energía cinética muy elevada.Fue construido por la Organización Europea para la Investigación Nuclear (CERN) cerca de Ginebra, en Suiza. El objetivo principal del LHC es explorar la validez y las limitaciones del Modelo Estándar, el actual marco teórico de la física de partículas. Las primeras colisiones de partículas en el LHC tuvieron lugar poco después de su puesta en marcha, en noviembre de 2009, a energías de hasta 1,2 TeV por haz.El 30 de marzo de 2010 se produjeron las primeras colisiones previstas entre dos haces de 3,5 TeV, que establecieron otro nuevo récord mundial de colisiones de partículas artificiales de mayor energía.En 2012 la energía del haz se incrementó a 4 TeV, tras las actualizaciones de 2013 y 2014 las colisiones de 2015 y 2016 se produjeron a una energía de 6,5 TeV por protón.
Preocupaciones similares se habían planteado anteriormente en el contexto del Colisionador Relativista de Iones Pesados, con Frank Close, profesor de física de la Universidad de Oxford, comentando en ese momento que "la posibilidad de [creación de strangelet] es como ganar el premio mayor de la lotería 3 semanas seguidas; el problema es que la gente cree que es posible ganar la lotería 3 semanas seguidas".

## Colisionador Relativista de Iones Pesados
En relación con el acelerador de partículas RHIC surgieron preocupaciones sobre posibles consecuencias adversas.Tras estudios detallados, los científicos llegaron a conclusiones como que "más allá de toda duda razonable, los experimentos con iones pesados en el RHIC no pondrán en peligro nuestro planeta" y que existen "poderosas pruebas empíricas contra la posibilidad de una peligrosa producción de strangelets".
Antes de que el Colisionador Relativista de Iones Pesados comenzara a funcionar, los críticos postulaban que la energía extremadamente alta podría producir escenarios catastróficos, como la creación de un agujero negro, una transición a un vacío mecánico cuántico diferente (véase falso vacío), o la creación de materia extraña más estable que la materia ordinaria. Estas hipótesis son complejas, pero muchas predicen que la Tierra se destruiría en un lapso de tiempo que oscila entre segundos y milenios, dependiendo de la teoría considerada. Sin embargo, el hecho de que los objetos del Sistema Solar (por ejemplo, la Luna) hayan sido bombardeados durante miles de millones de años con partículas cósmicas de energías significativamente superiores a la del RHIC y otros colisionadores creados por el hombre, sin ningún daño para el Sistema Solar, fue uno de los argumentos más llamativos de que estas hipótesis carecían de fundamento.
El otro gran tema de controversia fue la exigencia de los críticos de que los físicos excluyeran razonablemente la probabilidad de que se produjera tal escenario catastrófico. Los físicos son incapaces de demostrar las limitaciones experimentales y astrofísicas de la probabilidad cero de sucesos catastróficos, ni que mañana la Tierra sea golpeada por un rayo cósmico del "día del juicio final" (sólo pueden calcular un límite superior para la probabilidad). El resultado serían los mismos escenarios destructivos descritos anteriormente, aunque obviamente no causados por el ser humano. Según este argumento de los límites superiores, el RHIC seguiría modificando la posibilidad de supervivencia de la Tierra en una cantidad infinitesimal.
En relación con el acelerador de partículas RHIC, tanto los medios de comunicacióncomo los medios de divulgación científica expresaron su preocupación Martin Rees indicó que el riesgo de un escenario catastrófico en relación con el RHIC era de al menos una posibilidad entre 50 millones.Con respecto a la producción de strangelets, Frank Close, profesor de física de la Universidad de Oxford, indica que "la probabilidad de que esto ocurra es como si te tocara el premio gordo de la lotería 3 semanas seguidas; el problema es que la gente cree que es posible ganar la lotería 3 semanas seguidas"Tras estudios detallados, los científicos llegaron a conclusiones como que "más allá de toda duda razonable, los experimentos con iones pesados en el RHIC no pondrán en peligro nuestro planeta" y que existen "poderosas pruebas empíricas contra la posibilidad de una peligrosa producción de strangelets".

### Historia del debate
El debate comenzó en 1999 con un intercambio de cartas en Scientific American entre Walter L. Wagnery F. Wilczek, en respuesta a un artículo anterior de M. Mukerjee.La atención de los medios de comunicación se desplegó con un artículo en el U.K. Sunday Times del 18 de julio de 1999 por J. Leake, seguido de cerca por artículos en los medios de comunicación estadounidenses. La controversia terminó en su mayor parte con el informe de un comité convocado por el director del Laboratorio Nacional de Brookhaven, J. Sin embargo, el informe dejaba abierta la posibilidad de que los productos de impacto de rayos cósmicos relativistas pudieran comportarse de forma diferente al transitar por la Tierra en comparación con los productos "en reposo" del RHIC; y la posibilidad de que la diferencia cualitativa entre las colisiones de protones de alta energía con la Tierra o la Luna pudiera ser diferente de las colisiones de oro contra oro en el RHIC. Posteriormente, Wagner intentó detener las colisiones a plena energía en el RHIC presentando demandas federales en San Francisco y Nueva York, pero sin éxito. La demanda de Nueva York fue desestimada por el tecnicismo de que la demanda de San Francisco era el foro preferido. La demanda de San Francisco fue desestimada, pero con permiso para volver a presentarla si se desarrollaba y presentaba al tribunal información adicional.
El 17 de marzo de 2005, la BBC publicó un artículo en el que daba a entender que el investigador Horaţiu Năstase cree que se han creado agujeros negros en el RHIC. Sin embargo, los artículos originales de H. Năstase y el artículo de New Scientistcitado por la BBC afirman que la correspondencia de la materia QCD densa y caliente creada en el RHIC con un agujero negro es sólo en el sentido de una correspondencia de la dispersión QCD en el espacio de Minkowski y la dispersión en el espacio AdS5 × X5 en AdS/CFT; en otras palabras, es similar matemáticamente. Por lo tanto, las colisiones RHIC podrían describirse mediante matemáticas relevantes para las teorías de la gravedad cuántica dentro de AdS/CFT, pero los fenómenos físicos descritos no son los mismos.

## Gran Colisionador de Hadrones
En el periodo previo a la puesta en marcha del LHC, Walter L. Wagner (un opositor original del RHIC), Luis Sancho (un escritor científico español) y Otto Rössler (un bioquímico alemán) expresaron su preocupación por la seguridad del LHC, e intentaron detener el comienzo de los experimentos a través de peticiones a los tribunales estadounidenses y europeos.Estos opositores afirman que los experimentos del LHC tienen el potencial de crear microagujeros negros de baja velocidad que podrían crecer en masa o liberar radiaciones peligrosas que llevarían a escenarios catastróficos, como la destrucción de la Tierra Otros riesgos potenciales alegados incluyen la creación de partículas teóricas llamadas strangelets, monopolos magnéticos y burbujas de vacío.
Basándose en estos problemas de seguridad, el juez federal estadounidense Richard Posner, el investigador asociado del Future of Humanity Institute Toby Ord y otroshan argumentado que los experimentos del LHC son demasiado arriesgados. En el libro Our Final Century: Will the Human Race Survive the Twenty-first Century?, el cosmólogo y astrofísico inglés Martin Rees había calculado un límite superior de 1 entre 50 millones para la probabilidad de que el RHIC produzca una catástrofe global o un agujero negro. Sin embargo, Rees también ha declarado no estar "perdiendo el sueño por el colisionador" y confía en los científicos que lo han construido: "Mi libro ha sido citado erróneamente en uno o dos lugares. Les remito al estudio de seguridad actualizado".
Las evaluaciones de riesgo de escenarios catastróficos en el LHC despertaron temores en la opinión pública, y algunos científicos asociados al proyecto recibieron protestas: el equipo del Gran Colisionador de Hadrones reveló que habían recibido amenazas de muerte y correos electrónicos y llamadas telefónicas amenazantes exigiendo que se detuviera el experimento.El 9 de septiembre de 2008, el Partido Conservador de Rumanía celebró una protesta ante la misión de la Comisión Europea en Bucarest, exigiendo que se detuviera el experimento porque temía que el LHC pudiera crear peligrosos agujeros negros.

### Cobertura mediática
Varios periódicos de gran tirada han informado de temores catastrofistas en relación con el colisionador, entre ellos The Times,The Guardian, The Independent, The Sydney Morning Herald, y Time. Entre otros medios de comunicación, la CNN mencionó que "algunos han expresado su temor de que el proyecto pueda llevar a la desaparición de la Tierra", pero aseguró a sus lectores con comentarios de científicos como John Huth, que dijo que eran "tonterías"La MSNBC dijo que "hay cosas más serias de las que preocuparse"y disipó los temores de que "el destructor de átomos pueda desencadenar terremotos u otros ruidos peligrosos".Los resultados de una encuesta realizada en Internet "indican que gran parte [del público] sabe lo suficiente como para no dejarse llevar por el pánico" La BBC declaró que "el consenso científico parece estar del lado de los teóricos del CERN", que afirman que el LHC no plantea "ningún peligro concebible"Brian Greene, en el New York Times, tranquilizó a los lectores diciendo: "Si se produce un agujero negro bajo Ginebra, ¿podría tragarse Suiza y continuar su voraz alboroto hasta devorar la Tierra? Es una pregunta razonable con una respuesta definitiva: no".
El 10 de septiembre de 2008, una chica de 16 años de Sarangpur (Madhya Pradesh, India) se suicidó, angustiada por las predicciones de un inminente "día del juicio final" hechas en un canal de noticias indio (Aaj Tak) que cubría el LHC.
Tras la desestimación de la demanda federal, el corresponsal de The Daily Show, John Oliver, entrevistó a Walter L. Wagner, quien declaró que creía que la probabilidad de que el LHC destruyera la Tierra era del 50%, ya que ocurrirá o no ocurrirá.

### Preocupaciones específicas

#### Microagujeros negros
Artículo principal: Microagujero negro
Aunque el Modelo Estándar de la física de partículas predice que las energías del LHC son demasiado bajas para crear agujeros negros, algunas extensiones del Modelo Estándar postulan la existencia de dimensiones espaciales extra, en las que sería posible crear micro agujeros negros en el LHC a un ritmo del orden de uno por segundo.Según los cálculos estándar estos son inofensivos porque decaería rápidamente por radiación Hawking.La radiación Hawking es una radiación térmica que se predice que emiten los agujeros negros debido a efectos cuánticos. Dado que la radiación Hawking permite a los agujeros negros perder masa, se espera que los agujeros negros que pierden más materia de la que ganan por otros medios se disipen, se encojan y finalmente desaparezcan. Los microagujeros negros más pequeños (MBHs), que podrían ser producidos en el LHC, son actualmente predichos por la teoría para ser mayores emisores netos de radiación que los agujeros negros más grandes, y para encogerse y disiparse instantáneamente.El Grupo de Evaluación de la Seguridad del LHC (LSAG) indica que "existe un amplio consenso entre los físicos sobre la realidad de la radiación Hawking, pero hasta ahora ningún experimento ha tenido la sensibilidad necesaria para encontrar pruebas directas de ello".
Según el LSAG, incluso si el LHC produjera microagujeros negros y éstos fueran estables, no podrían acumular materia de forma peligrosa para la Tierra. También habrían sido producidos por rayos cósmicos y se habrían detenido en estrellas de neutrones y enanas blancas, y la estabilidad de estos cuerpos astronómicos significa que no pueden ser peligrosos:

#### Strangelets
Artículo principal: Strangelets
Los strangelets son pequeños fragmentos de materia extraña -una forma hipotética de materia de quarks- que contienen aproximadamente el mismo número de quarks up, down y extraños y que son más estables que los núcleos ordinarios (el tamaño de los strangelets oscilaría entre unos pocos femtómetros y unos pocos metros de diámetro) Si los strangelets pueden existir realmente, y si se produjeran en el LHC, podrían iniciar un proceso de fusión galopante en el que todos los núcleos del planeta se convertirían en materia extraña, similar a una estrella extraña.
La probabilidad de creación de strangelets disminuye a energías más altas.Como el LHC opera a energías más altas que el RHIC o los programas de iones pesados de los años 80 y 90, es menos probable que el LHC produzca strangelets que sus predecesores. Además, los modelos indican que los strangelets sólo son estables o de larga vida a bajas temperaturas. Los strangelets están ligados a bajas energías (en el rango de 1-10 MeV), mientras que las colisiones en el LHC liberan energías en el rango de 7-14 TeV. La termodinámica es muy desfavorable a la formación de un condensado frío que sea un orden de magnitud más frío que el medio circundante. Como ejemplo, es tan probable como producir un cubito de hielo en un horno.

#### Preocupaciones que no cumplen la revisión por pares
Otto Rössler, profesor alemán de química de la Universidad de Tubinga, argumenta que los microagujeros negros creados en el LHC podrían crecer exponencialmente.El 4 de julio de 2008, Rössler se reunió con un físico del CERN, Rolf Landua, con quien discutió sus preocupaciones sobre la seguridad.Tras la reunión, Landua pidió a otro experto, Hermann Nicolai, director del Instituto Albert Einstein, en Alemania, que examinara los argumentos de Rössler.Nicolai revisó el documento de investigación de Otto Rössler sobre la seguridad del LHCy emitió una declaración en la que destacaba las incoherencias lógicas y los malentendidos físicos de los argumentos de Rössler Nicolai concluyó que "este texto no pasaría el proceso de arbitraje en una revista seria".Domenico Giulini también comentó con Hermann Nicolai la tesis de Otto Rössler, concluyendo que "su argumento se refiere sólo a la Teoría General de la Relatividad (TGR), y no hace ninguna conexión lógica con la física del LHC; el argumento no es válido; el argumento no es auto-consistente." El 1 de agosto de 2008, un grupo de físicos alemanes, el Comité para la Física de Partículas Elementales (KET),publicó una carta abierta desestimando las preocupaciones de Rössler y asegurando que el LHC es seguro.Otto Rössler tenía previsto reunirse con el presidente suizo Pascal Couchepin en agosto de 2008 para tratar este asunto,pero más tarde se informó de que la reunión se había cancelado porque se creía que Rössler y sus compañeros opositores la habrían utilizado para hacerse publicidad.
El 10 de agosto de 2008, Rainer Plaga, un astrofísico alemán, publicó un artículo de investigación en el archivo web arXiv en el que concluía que los estudios de seguridad del LHC no han descartado definitivamente la posible amenaza catastrófica de los agujeros negros microscópicos, incluido el posible peligro de la radiación de Hawking emitida por los agujeros negros. En un artículo de seguimiento publicado en arXiv el 29 de agosto de 2008,Steven Giddings y Michelangelo Mangano respondieron a las preocupaciones de Plaga, señalando lo que consideran una incoherencia básica en el cálculo de Plaga y argumentando que sus propias conclusiones sobre la seguridad del colisionador, a las que se hace referencia en el informe de evaluación de la seguridad del LHC (LSAG),siguen siendo sólidas. Giddings y Mangano también se refirieron al documento de investigación "Exclusion of black hole disaster scenarios at the LHC", que se basa en una serie de nuevos argumentos para concluir que no hay riesgo debido a mini agujeros negros en el LHC.El 19 de enero de 2009 Roberto Casadio, Sergio Fabi y Benjamin Harms publicaron en el arXiv un artículo, posteriormente publicado en Physical Review D, descartando el crecimiento catastrófico de agujeros negros en el escenario considerado por Plaga. En reacción a las críticas, Plaga actualizó su artículo en el arXiv el 26 de septiembre de 2008 y de nuevo el 9 de agosto de 2009.Hasta ahora, el artículo de Plaga no ha sido publicado en una revista revisada por pares.

### Estudios de seguridad

#### Informes encargados por el CERN
A partir de la investigación realizada para evaluar la seguridad de las colisiones RHIC, el Grupo de Estudio de Seguridad del LHC, un grupo de científicos independientes, realizó un análisis de seguridad del LHC, y publicó sus conclusiones en el informe de 2003 Study of Potentially Dangerous Events During Heavy-Ion Collisions at the LHC. El informe concluía que "no hay base para ninguna amenaza concebible" Varios de sus argumentos se basaban en la evaporación prevista de hipotéticos microagujeros negros por la radiación de Hawking (que aún no se ha confirmado experimentalmente) y en las predicciones teóricas del Modelo Estándar con respecto al resultado de los sucesos que se estudiarán en el LHC. Un argumento esgrimido en contra de los temores catastrofistas fue que las colisiones a energías equivalentes y superiores a las del LHC han estado ocurriendo en la naturaleza durante miles de millones de años aparentemente sin efectos peligrosos, ya que los rayos cósmicos de ultra alta energía impactan en la atmósfera de la Tierra y en otros cuerpos del universo.
En 2007, el CERN encargó a un grupo de cinco físicos de partículas que no participaban en los experimentos del LHC -el Grupo de Evaluación de la Seguridad del LHC (LSAG), formado por John Ellis, Gian Giudice, Michelangelo Mangano y Urs Wiedemann, del CERN, e Igor Tkachev, del Instituto de Investigación Nuclear de Moscú- que supervisara las últimas preocupaciones sobre las colisiones del LHC.El 20 de junio de 2008, a la luz de nuevos datos experimentales y conocimientos teóricos, el LSAG publicó un informe que actualizaba la revisión de seguridad de 2003, en el que reafirmaba y ampliaba sus conclusiones de que "las colisiones del LHC no presentan ningún peligro y no hay motivos de preocupación" El informe del LSAG fue revisado por el Comité de Política Científica (SPC) del CERN, un grupo de científicos externos que asesora al Consejo del CERN. El informe fue revisado y aprobado por un panel de cinco científicos independientes, Peter Braun-Munzinger, Matteo Cavalli-Sforza, Gerard 't Hooft, Bryan Webber y Fabio Zwirner, y sus conclusiones fueron aprobadas por unanimidad por los 20 miembros del SPC.El 5 de septiembre de 2008, la "Revisión de la seguridad de las colisiones del LHC" del LSAG fue publicada en el Journal of Physics G: Nuclear and Particle Physics por el Instituto de Física del Reino Unido, que respaldó sus conclusiones en un comunicado de prensa que anunciaba la publicación.
Tras la publicación en julio de 2008 del informe de seguridad del LSAG,el Comité Ejecutivo de la División de Partículas y Campos (DPF) de la Sociedad Americana de Física, la segunda mayor organización de físicos del mundo, emitió una declaración en la que aprobaba las conclusiones del LSAG y señalaba que "este informe explica por qué no hay nada que temer de las partículas creadas en el LHC". El 1 de agosto de 2008, un grupo de físicos cuánticos alemanes, el Comité de Física de Partículas Elementales (KET), publicó una carta abierta en la que desestimaba las preocupaciones sobre los experimentos del LHC y aseguraba que eran seguros basándose en la revisión de seguridad del LSAG.

#### Otras publicaciones
El 20 de junio de 2008, Steven Giddings y Michelangelo Mangano publicaron un artículo de investigación titulado "Astrophysical implications of hypothetical stable TeV-scale black holes" (Implicaciones astrofísicas de hipotéticos agujeros negros estables a escala TeV), en el que desarrollan argumentos para excluir cualquier riesgo de producción de agujeros negros peligrosos en el LHC. El 18 de agosto de 2008, esta revisión de seguridad se publicó en la revista Physical Review D,y un artículo de opinión que apareció el mismo día en la revista Physics respaldó las conclusiones de Giddings y Mangano.El informe del LSAG se basa en gran medida en esta investigación.
El 9 de febrero de 2009, se publicó un artículo titulado "Exclusion of black hole disaster scenarios at the LHC" en la revista Physics Letters B. El artículo, que resume las pruebas destinadas a descartar cualquier posible desastre de agujero negro en el LHC, se basa en una serie de nuevos argumentos de seguridad, así como en ciertos argumentos ya presentes en el artículo de Giddings y Mangano "Astrophysical implications of hypothetical stable TeV-scale black holes".

### Impugnaciones legales
El 21 de marzo de 2008, Walter L. Wagner y Luis Sancho presentaron una demanda contra el CERN y sus colaboradores estadounidenses, el Departamento de Energía de EE. UU., la National Science Foundation y el Fermi National Accelerator Laboratory, ante el Tribunal de Distrito de EE. UU. para el Distrito de Hawai.Los demandantes pedían una orden judicial contra la activación del LHC durante 4 meses tras la publicación de la documentación de seguridad más reciente del Grupo de Evaluación de la Seguridad del LHC (LSAG), y una orden judicial permanente hasta que pueda demostrarse que el LHC es razonablemente seguro dentro de las normas del sector. El Tribunal Federal de EE. UU. programó el juicio para el 16 de junio de 2009.
La revisión del LSAG, emitida el 20 de junio de 2008 tras una revisión externa, no encontró "ninguna base para preocuparse por las consecuencias de las nuevas partículas o formas de materia que podría producir el LHC". El Gobierno de EE. UU., en respuesta, solicitó la desestimación sumaria de la demanda contra los demandados gubernamentales por extemporánea debido a la expiración de un plazo de prescripción de seis años (ya que la financiación comenzó en 1999 y esencialmente ya se ha completado), y también calificó los peligros alegados por los demandantes de "excesivamente especulativos y no creíbles". El 2 de septiembre de 2008, el Tribunal de Distrito de Hawái escuchó la moción de desestimación del Gobierno, y el 26 de septiembre el Tribunal dictó una orden por la que estimaba la moción de desestimación alegando que no tenía jurisdicción sobre el proyecto del LHC. El 24 de agosto de 2010, el Tribunal desestimó un recurso interpuesto posteriormente por los demandantes.
El 26 de agosto de 2008, un grupo de ciudadanos europeos, encabezados por el bioquímico alemán Otto Rössler, presentó una demanda contra el CERN ante el Tribunal Europeo de Derechos Humanos de Estrasburgo. La demanda, que fue desestimada sumariamente ese mismo día, alegaba que el Gran Colisionador de Hadrones planteaba graves riesgos para la seguridad de los 27 Estados miembros de la Unión Europea y sus ciudadanos.
A finales de 2009 se publicó en la revista Tennessee Law Review un análisis de la situación jurídica realizado por el abogado Eric Johnson.En este artículo, Johnson afirmaba que "ante tal situación, no está claro que deba permitirse ningún testimonio de física de partículas en la sala del tribunal", en referencia al doble problema de que (a) los argumentos científicos relativos a los riesgos son tan complejos que sólo las personas que han dedicado muchos años al estudio de la física de partículas son competentes para entenderlos, pero (b) cualquiera de esas personas, en razón de esta enorme inversión personal, estará inevitablemente muy sesgada a favor de los experimentos, y también en peligro de sufrir una severa censura profesional si amenazan su continuación.En febrero de 2010 apareció un resumen del artículo de Johnson como artículo de opinión en New Scientist.
En febrero de 2010, el Tribunal Constitucional alemán (Bundesverfassungsgericht) rechazó una petición de medida cautelar para detener el funcionamiento del LHC por infundada, sin oír el caso, afirmando que los oponentes no habían presentado pruebas plausibles de sus teorías.Una petición posterior fue rechazada por el Tribunal Administrativo de Colonia en enero de 2011.Una apelación contra esta última sentencia fue rechazada por el Tribunal Administrativo Superior de Renania del Norte-Westfalia en octubre de 2012.